# Incidente do San Felipe
Em 19 de outubro de 1596, o navio espanhol San Felipe foi destruído em Urado na ilha japonesa de Shikoku em rota de Manila para Acapulco. O daimiô local Chōsokabe Motochika apreendeu a carga do ricamente carregado galeão de Manila, e o incidente chegou até os ouvidos de Toyotomi Hideyoshi, o Taikō do Japão. O piloto do navio incautamente sugeriu às autoridades japonesas que era o modus operandi espanhol que os missionários se infiltrassem em um país antes de uma eventual conquista militar, como havia sido feito nas Américas. Isto levou à crucificação de 26 cristãos em Nagasaki, a primeira perseguição letal de cristãos no Japão. Os executados foram mais tarde conhecidos como Os Vinte e Seis Mártires do Japão.

## Contexto

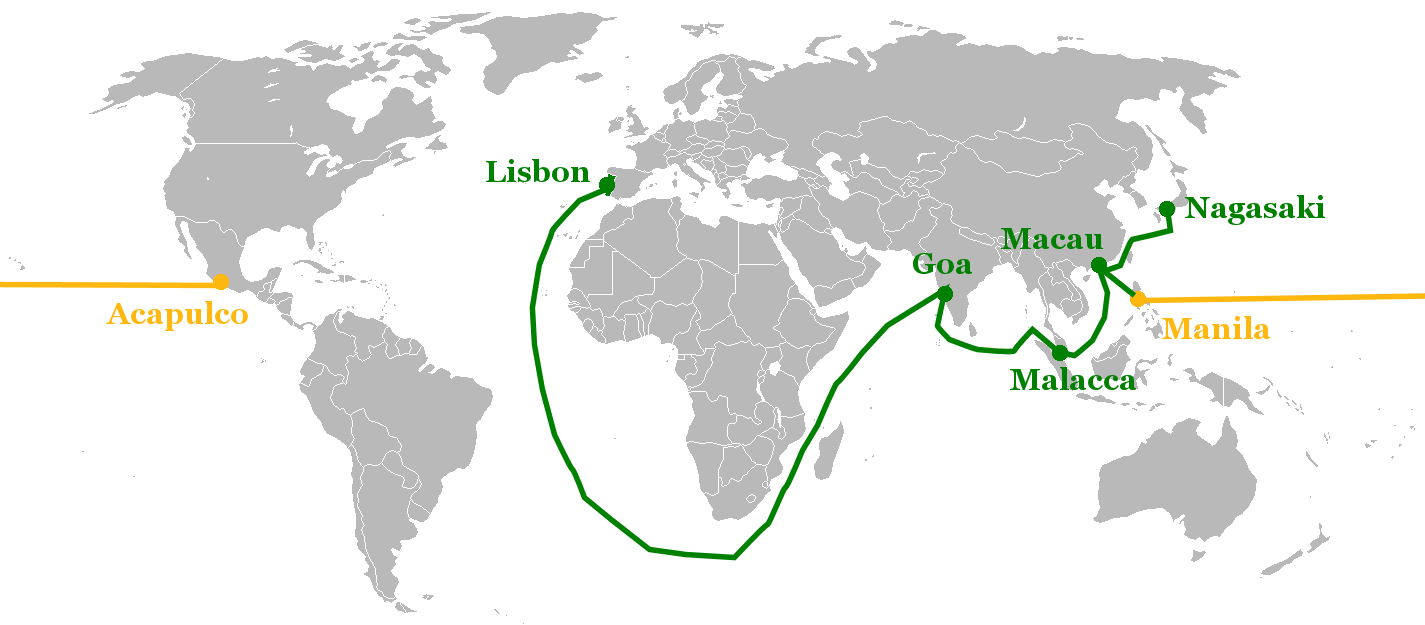
Rotas comerciais do portugueses (verde) e dos espanhóis (amarelo) para Macau e Nagasaki

Logo após os primeiros contatos, em 1543, navios portugueses começaram a chegar ao Japão para negociar. Naquela época, os japoneses estavam ansiosos para comprar produtos chineses, como seda e porcelana, mas haviam sido proibidos do comércio privado com a China pela dinastia Ming, como punição pelos ataques piratas Wakō. Os portugueses, portanto, encontraram a oportunidade de agir como intermediários, trocando bens chineses pela prata japonesa e lucrando imensamente.
O comércio Nanban, como essa atividade comercial euro-japonesa passou a ser chamada, estava intimamente ligado à propagação do cristianismo. Os jesuítas patrocinados pelos portugueses assumiram a liderança no proselitismo no Japão a partir de 1579. O fato consumado foi aprovado na bula do papa Gregório XIII de 1575, que decidiu que o Japão pertencia à diocese portuguesa de Macau. Por isso, os jesuítas gozavam do direito exclusivo de propagar o cristianismo no Japão, o que significava que seus patrocinadores, os portugueses, tinham o direito exclusivo de negociar com o Japão dentro da cristandade.
A missão cristã no Japão teve sucesso precoce entre os daimiôs beligerantes do Período Sengoku, porque os comerciantes portugueses, sob a influência dos missionários, estavam mais dispostos a parar nos portos pertencentes a um lorde cristão, o que para o daimiô significava melhor acesso às armas de fogo europeias. Essa situação mudou gradualmente à medida que Toyotomi Hideyoshi estava se aproximando de unificar o Japão e ficou preocupado com possíveis fatores descentralizadores, como vassalos seguindo uma religião estrangeira. Em 1587, depois de uma cordial audiência com Gaspar Coelho, superior da missão jesuíta, Hideyoshi ficou mais preocupado quando Coelho gabou-se de que os jesuítas pudessem convocar navios de guerra portugueses e mobilizar daimiôs cristãos para a próxima invasão de Hideyoshi à Coreia. Não mais do que duas semanas depois, em 24 de julho, Hideyoshi ordenou a expulsão dos missionários jesuítas do Japão. No entanto, o decreto de 1587 não foi particularmente aplicado. Até mesmo o próprio Hideyoshi desconsiderou conscientemente o decreto e permitiu que missionários jesuítas entrassem no Japão como tradutores e intermediários comerciais. Por fim, os missionários se sentiram seguros o suficiente para continuar seu proselitismo no Japão, embora discretamente.
Apesar da união da coroa espanhola e portuguesa em 1580, que estipulava que a Espanha não interferiria no império colonial de Portugal, os missionários da Ordem Franciscana, patrocinados pelos espanhóis, viam com inveja o sucesso de Portugal no Japão e procuravam perturbar o monopólio jesuíta no país. Os frades entraram no Japão através das Filipinas em 1593, e uma audiência inicial com Hideyoshi foi considerada encorajadora o suficiente para que eles começassem a fazer proselitismo abertamente perto da capital Kyoto. Os padres jesuítas queixaram-se imediatamente da ilegalidade dos frades e advertiram contra seu imprudente desrespeito ao decreto de 1587, mas os franciscanos, convencidos da solidez de seus métodos devido a seus êxitos nas Américas, não deram ouvidos aos avisos.

## Destruição do San Felipe

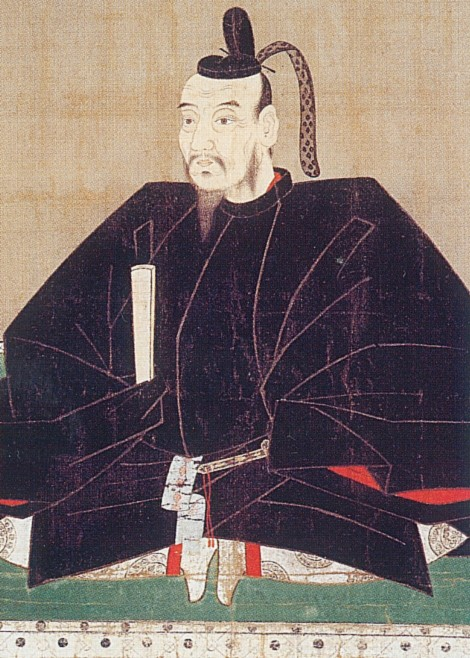
Chōsokabe Motochika

Em 12 de julho de 1596, o navio espanhol San Felipe zarpou de Manila para Acapulco sob o comando do capitão Mathias de Landecho com uma carga estimada em mais de 1 milhão de pesos. Esta partida relativamente tardia do galeão de Manila significou que o San Felipe navegou durante a temporada de tufões no Pacífico. Depois de ser atingido por dois tufões, o capitão decidiu navegar em direção ao Japão para reequipar, mas ao se aproximar da costa japonesa o galeão foi atingido por um terceiro tufão, deixando o navio sem nenhuma vela. Graças à Corrente Kuroshio, o navio foi levado ao Japão, um acontecimento que a tripulação considerou um milagre. Apesar de avistar terras na latitude de Kyoto, o navio não conseguiu atracar por conta dos fortes ventos e foi levado embora. Em meio a temores de que o navio incontrolável colidisse com as rochas, o San Felipe se aproximou da costa da Província de Tosa em Shikoku em 19 de outubro de 1596.
Assegurado pelos contos da hospitalidade de Hideyoshi aos frades, o capitão se sentiu seguro o suficiente para recusar uma sugestão de sua tripulação para chegar ao porto amistoso de Nagasaki, centro do comércio Nanban. O daimiô local Chōsokabe Motochika, no entanto, mostrou-se hostil aos estrangeiros enquanto forçava o navio incapacitado a ir para seu porto de origem de Urado (na atual Kōchi) com 200 barcos armados. Uma vez que o San Felipe chegou a Urado, ele foi destruído em um banco de areia. O samurai Chōsokabe confiscou os restantes 600.000 pesos de carga a bordo - o resto já tinha sido perdido na viagem tempestuosa. Chōsokabe Motochika alegou que se tratava de um procedimento padrão, pois era de seu entendimento da lei marítima japonesa que qualquer embarcação encalhada ou destruída no Japão pertencia às autoridades locais, assim como sua carga; ele também pode ter sido tentado pela própria carga, já que o comércio Nanban e a riqueza associada a ele raramente atingiam Shikoku.
Quando a tripulação espanhola protestou, Motochika sugeriu que levassem o caso para Hideyoshi, o chefe de governo de facto, e recomendou que eles procurassem ajuda de seu amigo pessoal Mashita Nagamori, um dos Go-Bugyō de Hideyoshi. O capitão Landecho seguiu o conselho e enviou dois de seus oficiais à capital Kyoto, com instruções de que eles se encontrassem com os frades franciscanos e evitassem lidar com os jesuítas.

## Audiência e reação

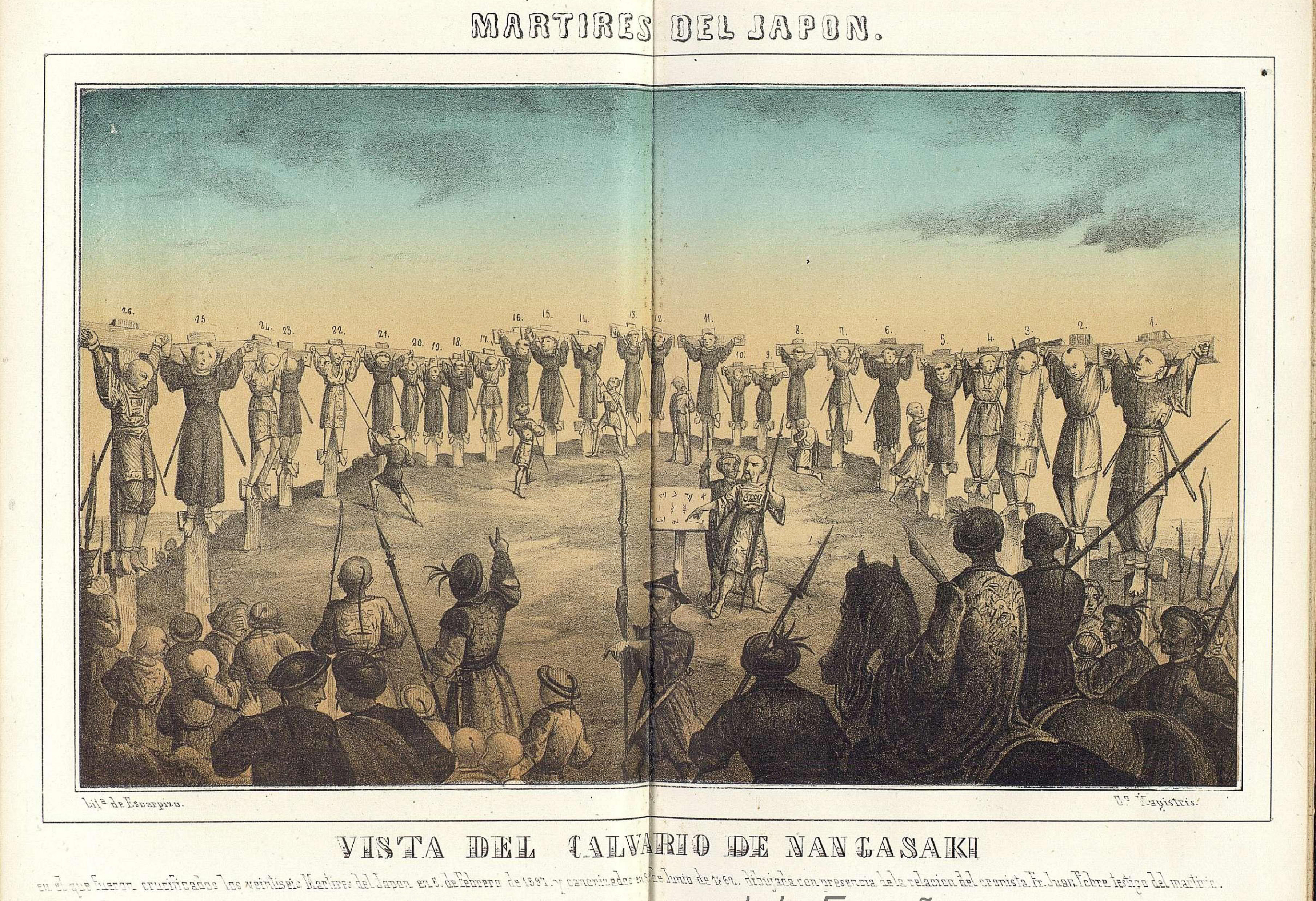
A crucificação dos 26 cristãos em Nagasaki, em 1597.

A recomendação de Chōsokabe Motochika provou ser de fé duvidosa, já que Mashita Nagamori viu o lucro ser tirado da situação, e aconselhou Hideyoshi a manter a carga para o tesouro da corte. Os jesuítas souberam da questão e ofereceram-se para interceder em favor da tripulação espanhola, sugerindo os serviços de outro dos Go-Bugyō, o simpatizante cristão Maeda Gen'i; mas o comissário franciscano em Kyoto, Pedro Bautista, recusou. Quando Maeda Gen'i foi contatado, Mashita Nagamori já estava a caminho e Maeda não pôde fazer mais do que escrever uma carta a seu colega pedindo clemência.
Quando Nagamori chegou a Tosa, ele solicitou um suborno monetário dos espanhóis. Na falta disso, ele começou a carregar o frete do San Felipe para uma centena de barcos japoneses para embarcar para Kyoto. Enquanto isso acontecia, Nagamori se familiarizou com os espanhóis, que o entretinham com música e jogos e um show de esgrima. Ele então perguntou ao piloto major Francisco de Olandia de onde eles vieram e como eles vieram para o Japão. Nesse ponto, Olandia produziu um mapa mostrando a extensão do Império Colonial Espanhol e insinuou que a Espanha conquistou seu império primeiro convertendo populações nativas ao cristianismo com missionários e depois enviando conquistadores para se juntarem aos recém-convertidos em uma invasão de conquista. Nagamori então indagou sobre a relação entre Espanha e Portugal, e ficou indignado quando o piloto e o alferes do navio responderam que os dois impérios dividiam um rei (os jesuítas há muito explicaram aos japoneses que os dois países eram diferentes e separados).
Essa conversa foi devidamente reportada a Hideyoshi, que reagiu com fúria. A revelação do piloto foi uma confirmação das suspeitas de Hideyoshi de usurpadores cristãos no Japão. Ele respondeu rapidamente, ordenando que todos os missionários no Japão fossem reunidos. Ishida Mitsunari, primeiro entre os Go-Bugyō, esclareceu que a ordem de Hideyoshi era direcionada aos franciscanos que violavam abertamente seu decreto de 1587 - os jesuítas, que eram discretos em sua pregação, foram excluídos. No final, vinte e seis católicos - seis frades franciscanos, dezessete terceiros japoneses franciscanos e três jesuítas japoneses incluídos por engano - desfilaram de Kyoto para Nagasaki, onde foram crucificados em uma colina em 5 de fevereiro de 1597. Um passageiro do San Felipe, o frade Filipe de Jesus, estava entre os mártires.